# In Your Area
In Your Area是韓國女子音樂組合BLACKPINK以其名稱為主題所舉行的專場演唱會，也是她們出道後首次舉辦的大型單獨演唱會，以宣傳出道至今所發行過的音樂專輯，包括《Square Up》等。演唱會起初僅在韓國舉辦，全名為「BLACKPINK 2018 Tour「In Your Area」Seoul x BC Card」於2018年11月10日和11月11日在首爾奧林匹克體操競技場進行兩場的演出。而後擴大舉辦與「In Your Area」同名的世界巡迴演唱會，巡演定於2019年1月12日在泰國曼谷的曼通塔尼IMPACT展覽中心拉開序幕，官方目前暫定於2020年2月4日於日本福岡市的福岡巨蛋結束。連同韓國場次總計36場演出。

## 背景

### BLACKPINK 2018 Tour「In Your Area」Seoul x BC Card

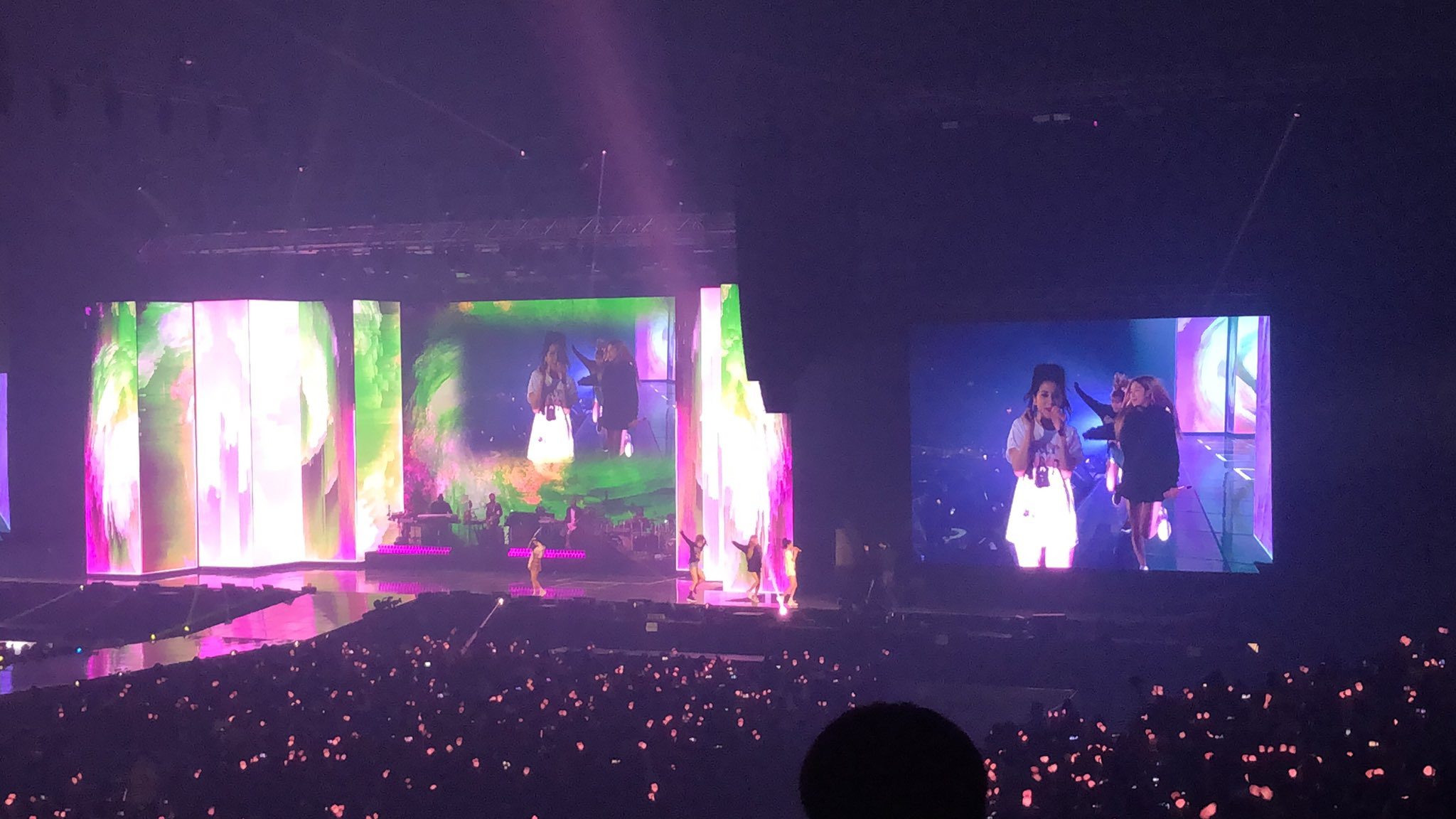
攝於2018年11月10日首爾場次。

2018年9月12日，BLACKPINK所屬經紀公司YG娛樂宣佈BLACKPINK將首度在韓國舉行專場演唱會，名為「BLACKPINK 2018 Tour『In Your Area』Seoul x BC Card」，並通過官方網站與YouTube發佈首爾演唱會前導預告影片。在公開的預告片中以「BLΛƆKPIИK in Your Area」作為起始畫面，接著陸續出現《口哨》、《Playing with Fire》、《As If It's Your Last》、《Ddu-Du Ddu-Du》音樂錄影帶剪輯的特別片段，以及BLACKPINK官方應援棒出現，影片最終出現一段文字寫著「See You Soon in Seoul」，向歌迷預示首爾演唱會即將拉開帷幕，同時也公開了演唱會的場次時間表，這場演唱會於2018年11月10日下午6時和11月11日下午5時，為期兩天擇定首爾奧林匹克體操競技場舉行。而據YG娛樂工作人員表示，這次演唱會的概念由BLACKPINK親自參與了設計，包括主題名稱「In Your Area」也是BLACKPINK成員親自提出並最終定下來的。
售票方面，兩場演唱會的門票率先在2018年9月14日晚間8時進行FanClub預售，讓已經加入BLACKPINK的韓國粉絲俱樂部的會員可優先購買門票，一般門票則在2018年9月18日和19日分別開放兩梯販售，均在晚間8時通過Auction Ticket網站上開賣。另外，這場演唱會也與韓國的支付處理公司BC卡合作，門票原價為韓幣11萬元，凡使用BC卡進行消費即可享受折價優惠1萬韓幣，為10萬韓幣便可購買門票。
歷經兩梯次的售票後，YG娛樂在10月8日宣布將為BLACKPINK的首場韓國演唱會「BLACKPINK 2018 Tour『In Your Area』Seoul x BC Card」追加銷售門票，將於10月11日晚間8時同樣通過韓國票務拍賣網站Auction Ticket上開賣，同時YG娛樂也透露演唱會上除了會展現前所未見的表演外，也會改編出道至今的歌曲帶來嶄新的詮釋，同時也邀請了海外樂團參與演出。

### BLACKPINK 2019–2020 World Tour「In Your Area」

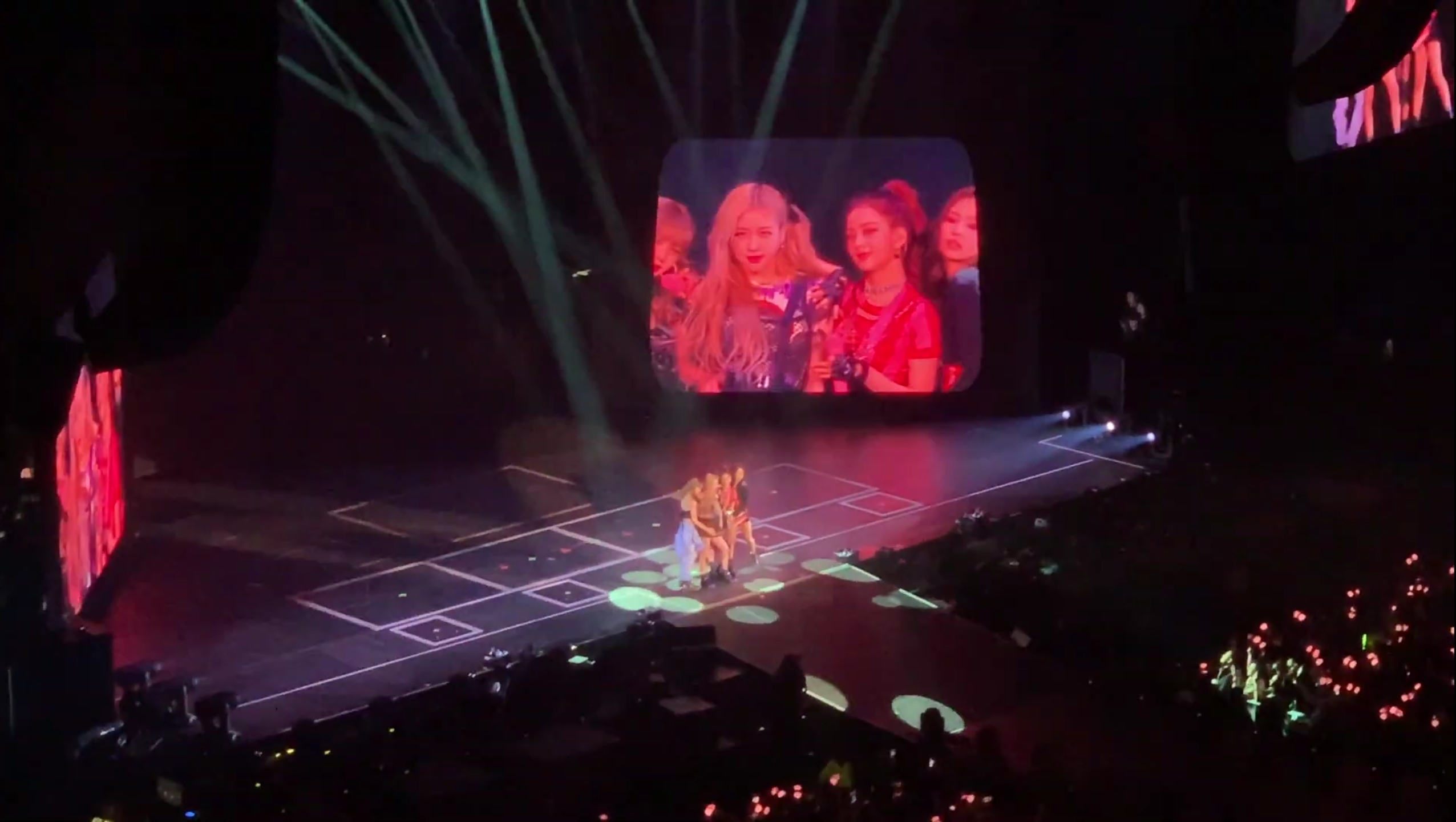
攝於2019年4月27日加拿大第一安大略中心場次。

在早前宣佈舉辦首場的韓國專場演唱會後，YG娛樂在2018年11月1日宣佈BLACKPINK將擴大舉辦與「In Your Area」同名的世界巡迴演唱會，並通過她們的官方粉絲俱樂部網站、和公開世界巡演的預告海報，展示了7座城市舉辦的8場演唱會的初始時間表，巡演在泰國首演後將陸續造訪印尼、香港等地區，而除了既定日程之外，所屬經紀公司也表示，確定追加的城市場次將在之後公告。此外，巡迴演唱會也比照了首爾場，同樣將邀請海外樂團參與演出，這使BLACKPINK成為第一組帶著LIVE搖滾樂團進行世界巡演的K-POP女團。
第一波所公開的各地區的場次在隨後開啟了門票販售，釋出的門票在開賣後包括泰國、印尼、馬來西亞等地區場次均全數售罄，而巨大的門票需求，使得YG娛樂決定增售部分場次視野不佳的座位區門票，也促使了額外的場次被新增。
而後，YG娛樂發佈了第二波巡演場次，這次公開的場次均集中在歐洲，將於5月18日從荷蘭阿姆斯特丹開跑，陸續在英國曼徹斯特、倫敦、德國柏林、法國巴黎，西班牙巴塞罗那舉行演唱會。北美場次與澳洲場次則分別在2月12日、2月25日公開，共8場的演出陸續在美國、加拿大、澳洲舉辦，其中北美場次超過6萬張的門票在釋出後均全數售罄。
2019年4月16日，YG娛樂發佈BLACKPINK於2019年年底舉行的日本巨蛋巡迴演唱會場次，分別是東京巨蛋、大阪巨蛋和福岡巨蛋，四場公演預計動員超過20萬名觀眾，而這也預示着In Your Area世界巡迴演唱會將持續至2020年。除了日本巨蛋巡演之外，YG娛樂也加開了澳門場次及泰國共三場的安可場次。

## 商業表現
巡演在商業上也取得了不俗的票房成績。其中，BLACKPINK在美國芝加哥好事達體育館的售罄場次票房共進帳1,815,062美元，是目前和辣妹合唱團是歷史上唯二在美國單場演唱會上總收入超過100萬美元的女子組合，BLACKPINK也成為了在美洲近十年內第一組單場演唱會進帳超過100萬美元的女團，亦是亞洲第10位在美洲的單場演出中收入突破100萬美元的藝人。

## 表演清單
1. Ddu-Du Ddu-Du
2. Forever Young
3. Stay（重混版）
4. Sure Thing（米格爾（英语：Miguel (singer)））（翻唱）
5. 口哨
6. 澄澈（捷德）（翻唱；Jisoo Solo）
7. I Like It（英语：I Like It (Cardi B, Bad Bunny and J Balvin song)）（卡迪·B） + Faded（Tink（英语：Tink (musician)）） + Attention（查理·普斯）（翻跳；Lisa Solo）
8. 順其自然（披頭四） + You & I（朴春） + 只看著我（太陽）（翻唱；Rosé Solo）
9. Solo（Jennie Solo）
10. Kiss and Make Up
11. So Hot（The Black Label Remix）
12. Really
13. See U Later
14. Playing with Fire
15. 16 Shots（斯泰夫隆·唐恩）（翻跳）
16. Boombayah
17. As If It's Your Last

安可舞臺：
1. 口哨（Acoustic Ver.）
2. Ddu-Du Ddu-Du
3. Stay

1. Ddu-Du Ddu-Du
2. Forever Young
3. Stay（重混版）
4. 口哨
5. 澄澈（捷德）（翻唱；Jisoo Solo）
6. Take Me（MISO） + Swalla（英语：Swalla）（主唱，妮姬·米娜和Ty Dolla $ign伴唱）（翻跳；Lisa Solo）
7. 順其自然（披頭四） + You & I（朴春） + 只看著我（太陽）（翻唱；Rosé Solo）
8. Solo（Jennie Solo）
9. Kiss and Make Up
10. So Hot（The Black Label Remix）
11. Playing with Fire
12. Really
13. See U Later
14. 16 Shots（斯泰夫隆·唐恩）（翻跳）
15. Boombayah
16. As If It's Your Last

安可舞臺：
1. Ddu-Du Ddu-Du
2. Stay

1. Ddu-Du Ddu-Du
2. Forever Young
3. Stay（重混版）
4. 口哨
5. 順其自然（披頭四） + You & I（朴春） + 只看著我（太陽）（翻唱；Rosé Solo）
6. Take Me（MISO） + Swalla（主唱，妮姬·米娜和Ty Dolla $ign伴唱）（翻跳；Lisa Solo）
7. 澄澈（捷德）（翻唱；Jisoo Solo）
8. Solo（Jennie Solo）
9. Kill This Love
10. Don't Know What to Do
11. Kiss and Make Up
12. Really
13. See U Later
14. Playing with Fire
15. Kick It
16. Boombayah
17. As If It's Your Last

安可舞臺：
1. Ddu-Du Ddu-Du（混音版）
2. Hope Not

## 巡演時間表
| 日期                                               | 城市/地區                                          | 國家                                               | 演出場地                                           | 嘉賓                                               | 上座數                                             |
| BLACKPINK 2018 Tour「In Your Area」Seoul x BC Card | BLACKPINK 2018 Tour「In Your Area」Seoul x BC Card | BLACKPINK 2018 Tour「In Your Area」Seoul x BC Card | BLACKPINK 2018 Tour「In Your Area」Seoul x BC Card | BLACKPINK 2018 Tour「In Your Area」Seoul x BC Card | BLACKPINK 2018 Tour「In Your Area」Seoul x BC Card |
| -------------------------------------------------- | -------------------------------------------------- | -------------------------------------------------- | -------------------------------------------------- | -------------------------------------------------- | -------------------------------------------------- |
| 2018年11月10日                                     | 首爾                                               |                                                    | 首爾奧林匹克體操競技場                             | 勝利                                               | 21,125（100%）                                     |
| 2018年11月11日                                     | 首爾                                               | Zion.T                                             | 首爾奧林匹克體操競技場                             |                                                    | 21,125（100%）                                     |
| BLACKPINK 2019–2020 World Tour「In Your Area」     |                                                    |                                                    |                                                    |                                                    |                                                    |
| 第一階段 — 亞洲                                    |                                                    |                                                    |                                                    |                                                    |                                                    |
| 2019年1月11日                                      | 曼谷                                               | 泰國                                               | 曼通塔尼IMPACT展覽中心                             | 不適用                                             | 29,241（100%）                                     |
| 2019年1月12日                                      | 曼谷                                               | 泰國                                               | 曼通塔尼IMPACT展覽中心                             | 不適用                                             | 29,241（100%）                                     |
| 2019年1月13日                                      | 曼谷                                               | 泰國                                               | 曼通塔尼IMPACT展覽中心                             | 不適用                                             | 29,241（100%）                                     |
| 2019年1月19日                                      | 雅加達                                             | 印度尼西亞                                         | 印尼展覽中心                                       | 不適用                                             | 16,260（100%）                                     |
| 2019年1月20日                                      | 雅加達                                             | 印度尼西亞                                         | 印尼展覽中心                                       | 不適用                                             | 16,260（100%）                                     |
| 2019年1月26日                                      | 中华人民共和国（香港）                             | 中华人民共和国（香港）                             | 亞洲國際博覽館                                     | 不適用                                             | 9,690（100%）                                      |
| 2019年2月2日                                       | 馬尼拉                                             | 菲律賓                                             | 亞洲購物中心體育館                                 | 不適用                                             | 8,469（100%）                                      |
| 2019年2月15日                                      | 加冷                                               | 新加坡                                             | 新加坡室內體育館                                   | 不適用                                             | 8,076（100%）                                      |
| 2019年2月23日                                      | 莎亚南                                             | 马来西亚                                           | 美拉华蒂体育馆                                     | 不適用                                             | 15,504（100%）                                     |
| 2019年2月24日                                      | 莎亚南                                             | 马来西亚                                           | 美拉华蒂体育馆                                     | 不適用                                             | 15,504（100%）                                     |
| 2019年3月3日                                       | 桃園                                               | 中華民國（臺灣）                                   | 國立體育大學綜合體育館                             | 不適用                                             | 8,774（100%）                                      |
| 第二階段 — 北美洲                                  |                                                    |                                                    |                                                    |                                                    |                                                    |
| 2019年4月17日                                      | 洛杉磯                                             | 美国                                               | 論壇體育館                                         | 不適用                                             | 12,245（100%）                                     |
| 2019年4月24日                                      | 芝加哥                                             | 美国                                               | 好事達體育館                                       | 不適用                                             | 11,417（100%）                                     |
| 2019年4月27日                                      | 哈密爾頓                                           | 加拿大                                             | 第一安大略中心                                     | 不適用                                             | 10,704（98%）                                      |
| 2019年5月1日                                       | 紐華克                                             | 美国                                               | 普天壽中心                                         | 杜阿·利帕                                          | 22,944（99%）                                      |
| 2019年5月2日                                       | 紐華克                                             | 美国                                               | 普天壽中心                                         | 不適用                                             | 22,944（99%）                                      |
| 2019年5月5日                                       | 亞特蘭大                                           | 美国                                               | 無限能源中心                                       | 不適用                                             | 9,180（99%）                                       |
| 2019年5月8日                                       | 沃斯堡                                             | 美国                                               | 沃思堡會議中心                                     | 不適用                                             | 9,107（100%）                                      |
| 第三階段 — 歐洲                                    |                                                    |                                                    |                                                    |                                                    |                                                    |
| 2019年5月18日                                      | 阿姆斯特丹                                         | 荷蘭                                               | 海尼根音樂廳                                       | 不適用                                             | 5,272（96%）                                       |
| 2019年5月21日                                      | 曼徹斯特                                           | 英国                                               | 曼徹斯特競技場                                     | 不適用                                             | 5,424（89%）                                       |
| 2019年5月22日                                      | 倫敦                                               | 英国                                               | 溫布利體育館                                       | 不適用                                             | 9,968（99%）                                       |
| 2019年5月24日                                      | 柏林                                               | 德国                                               | 馬克斯－斯邁林大廳                                 | 不適用                                             | 7,722（98%）                                       |
| 2019年5月26日                                      | 巴黎                                               | 法國                                               | 巴黎天頂體育館                                     | 不適用                                             | 6,224（100%）                                      |
| 2019年5月28日                                      | 巴塞羅那                                           | 西班牙                                             | 聖喬治宮體育館                                     | 不適用                                             | 8,344（94%）                                       |
| 第四階段 — 亞洲                                    |                                                    |                                                    |                                                    |                                                    |                                                    |
| 2019年6月8日                                       | 中华人民共和国（澳門）                             | 中华人民共和国（澳門）                             | 金光綜藝館                                         | 不適用                                             | 10,081（100%）                                     |
| 第五階段 — 大洋洲                                  |                                                    |                                                    |                                                    |                                                    |                                                    |
| 2019年6月13日                                      | 墨爾本                                             |                                                    | 羅德·拉沃競技場                                    | 不適用                                             | 12,173（100%）                                     |
| 2019年6月15日                                      | 悉尼                                               | 庫多斯銀行體育館                                   | 14,317（99%）                                      | 不適用                                             |                                                    |
| 第六階段 — 亞洲                                    |                                                    |                                                    |                                                    |                                                    |                                                    |
| 2019年7月12日                                      | 曼谷                                               | 泰國                                               | 曼通塔尼IMPACT展覽中心                             | 不適用                                             | 28,776（100%）                                     |
| 2019年7月13日                                      | 曼谷                                               | 泰國                                               | 曼通塔尼IMPACT展覽中心                             | 不適用                                             | 28,776（100%）                                     |
| 2019年7月14日                                      | 曼谷                                               | 泰國                                               | 曼通塔尼IMPACT展覽中心                             | 不適用                                             | 28,776（100%）                                     |
| 2019年12月4日                                      | 東京                                               | 日本                                               | 東京巨蛋                                           | 不適用                                             | 50,369（100%）                                     |
| 2020年1月4日                                       | 大阪                                               | 日本                                               | 大阪巨蛋                                           | 不適用                                             | 81,931（100%）                                     |
| 2020年1月5日                                       | 大阪                                               | 日本                                               | 大阪巨蛋                                           | 不適用                                             | 81,931（100%）                                     |
| 2020年2月22日                                      | 福岡                                               | 日本                                               | 福岡巨蛋                                           | 不適用                                             | 38,846（100%）                                     |
| 總計                                               | 總計                                               | 總計                                               | 總計                                               | 總計                                               | 472,183（99%）                                     |

## 票房數據
| 城市                     | 舉行地點         | 已售門票 / 總門票      | 票房收入（美元） |
| ------------------------ | ---------------- | ---------------------- | ---------------- |
| 美國伊利諾州库克县芝加哥 | 好事達體育館     | 11,417 / 11,417 (100%) | $1,815,062       |
| 美國佐治亚州亞特蘭大     | 無限能源中心     | 9,180 / 9,339 (99%)    | $1,518,063       |
| 英格蘭曼徹斯特           | 曼徹斯特競技場   | 5,424 / 6,121 (89%)    | $682,256         |
| 英國倫敦                 | 溫布利體育館     | 9,968 / 10,074 (99%)   | $1,421,480       |
| 澳洲新南威爾士州雪梨     | 庫多斯銀行體育館 | 14,317 / 14,491 (99%)  | $1,542,850       |

## 人事
| 演出人員： - 歌手 - BLACKPINK（Jisoo、Jennie、Rosé、Lisa） - 樂團 - Omar Dominick（電貝斯手） - Dante Jackson（鍵盤手） - Justin Lyons（吉他手） - Bennie Rodgers II（鼓手） 主辦： - YG娛樂 主管： - YG娛樂 合作及贊助： - BC卡 - Auction | 演出人員： - 歌手 - BLACKPINK（Jisoo、Jennie、Rosé、Lisa） - 樂團 - Omar Dominick（電貝斯手） - Dante Jackson（鍵盤手） - Justin Lyons（吉他手） - Bennie Rodgers II（鼓手） 主辦： - YG娛樂 協辦： - 理想國演藝 合作及贊助： - 起亞汽車 |

## 外部連結
- 韓國官方網站演唱會資訊（页面存档备份，存于） （英文）（简体中文）（日語）